# Оксобериллат натрия
Оксобериллат натрия — неорганическое соединение,
комплексный оксид натрия и бериллия с формулой Na4BeO3,
кристаллы.

## Получение
- Сплавление стехиометрических количеств оксидов натрия и бериллия:

{\displaystyle {\mathsf {2Na_{2}O+BeO\ {\xrightarrow {500^{o}C}}\ Na_{4}BeO_{3}}}}

## Физические свойства
Оксобериллат натрия образует гигроскопичные кристаллы, разрушающиеся под действием углекислого газа.